# 阿古萨多拉
阿古萨多拉是葡萄牙波尔图区的一个堂区。总面积3.63平方公里，总人口4530人，人口密度1248人/平方公里。